# Stevie Graham
Stephen "Stevie" Graham (nascut l'11 de juny de 1982 en Wilmington, Delaware) és un jugador de bàsquet estatunidenc que milita en les files dels New Jersey Nets de l'NBA. És el germà de Joey Graham, jugador dels Toronto Raptors.